# 건강신념모형
건강신념모형 또는 건강 신념 모델(HBM,health belief model)은 특히 건강 서비스의 채택과 관련하여 건강 관련 행동을 설명하고 예측하기 위해 개발된 사회적 심리적 건강 행동 변화 모델이다.  HBM은 1950년대 미국 공중 보건국의 사회 심리학자에 의해 개발되었으며 건강 행동 연구에서 가장 잘 알려져 있고 가장 널리 사용되는 이론 중 하나이다. HBM은 건강 문제, 행동의 이점과 행동의 장벽에 대한 사람들의 신념, 건강 증진 행동에서의 참여 (또는 참여의 결여)를 설명하는 자기 효능을 제안한다. 건강을 증진시키는 행동을 유발하기 위해서는 자극, 즉 행동의 단서가 있어야 한다.

## 언급
한편 건강신념모델로는 제임스 프로차스카의  범이론적 행동변화단계 모형(TTM)이나  아이섹 아젠의 계획행동이론(Theory of Planned Behavior)이 주요하게 언급된다.

## 같이 보기
- 기대-가치 이론